# Michael Hammer
Michael Martin Hammer (Annapolis, 13 aprile 1948 – Boston, 3 settembre 2008) è stato un ingegnere statunitense.
È noto come uno dei fondatori della teoria della reingegnerizzazione dei processi aziendali (BPR).

## Biografia
Di origini origini ebraiche è cresciuto ad Annapolis, nel Maryland.
Hammer conseguì il BS, MS e PhD presso il Massachusetts Institute of Technology rispettivamente nel 1941, 1970 e 1973.
Viveva insieme alla moglie, Phyllis Thurm Hammer, a Newton, in Massachusetts, con i loro quattro figli, Jessica, Allison, Dana e David.
Il 3 settembre 2008 Michael Martin Hammer morì improvvisamente per le complicazioni di un'emorragia cerebrale che aveva subito mentre era in vacanza, fu sepolto nel cimitero ebraico a Boston.

## Carriera
Ingegnere di formazione, Hammer è stato il sostenitore di una visione orientata ai processi di gestione aziendale. È stato Professore al Massachusetts Institute of Technology presso il dipartimento di Informatica e alla MIT Sloan School of Management. 
Numerosi articoli scritti da Hammer sono stati pubblicati su riviste specializzate, come l'Harvard Business Review e The Economist. 
TIME lo ha nominato uno dei 25 personaggi più influenti d'America, nella sua prima classifica di questo genere.
La rivista Forbes ha classificato il libro di Hammer, Reengineering the Corporation, tra i "tre libri di business più importanti degli ultimi 20 anni".

## Pubblicazioni
- Reengineering the Corporation: A manifesto for Business Revolution (1993), co-autore con James A. Champy[4]
- The Reengineering Revolution (1995)[5]
- Beyond Reengineering (1997)
- The Agenda (2001)
- Faster, Cheaper, Better (2010), co-autore con Lisa Hershman[6]